# Gochang
Gochang (coreeană: 고창군) este un oraș din Coreea de Sud.

## Personalități născute aici
- Kim Seong-soo (1891 - 1955), politician, jurnalist, activist.